# Hrabovec
Hrabovec je obec na Slovensku v okrese Bardejov. Žije zde 510 obyvatel, první písemná zmínka pochází z roku 1338. Nachází se zde římskokatolický kostel svatého Josefa z roku 1768.